# Julius La Rosa
Julius La Rosa (ur. 2 stycznia 1930 w Nowym Jorku, zm. 12 maja 2016 w Crivitz, w stanie Wisconsin) – amerykański piosenkarz.

## Wyróżnienia
Posiada swoją gwiazdę na Hollywoodzkiej Alei Gwiazd.